# 역삼푸른솔도서관
역삼푸른솔도서관은 서울특별시 강남구의 도서관이다.

## 연혁
- 2009.06.12 개관